# 메제드
메제드 (Medjed)는 고대 이집트 신화에서 등장하는 정체불명의 신으로, 사자의 서에서 언급된다.

## 사자의 서
사자의 서 제17장에는 수많은 무명 신들의 이름이 등장하는데, 메제드 ('쓰러뜨리는 자'라는 뜻)도 그중 하나다. 해당 구절의 내용은 다음과 같다.

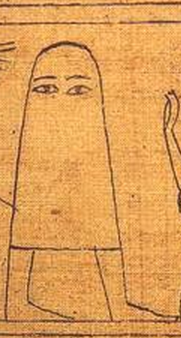
그린필드 파피루스에 등장하는 메제드

그린필드 파피루스의 76장에 그려진 삽화 중에서 메제드로 보이는 신이 있다. 완전히 그려져 있는 눈과 발만 제외하고, 온몸을 원통으로 덮은 모습으로 묘사되어 있다.
"나는 그들 중에서 쓰러뜨리는 자의 이름을 알고 있노라. 그는 오시리스 가문에서 내려와, 눈으로 쏘고 다니나, 그럼에도 모습은 보이지 않노라."
이 신의 정체가 무엇인지, 관련된 설화는 무엇인지 지금까지 알려진 바는 전혀 없다.

## 인터넷 밈
2012년 이 그린필드 파피루스가 일본 도쿄에서 전시된 이후, 메제드 삽화는 일본 대중문화에 등장하기 시작하여, 인터넷 밈은 물론 비디오 게임 캐릭터에 이르기까지 큰 인기를 끌었다.